# Lago Abtsdorfer
El lago Abtsdorfer es un lago situado la región administrativa de Alta Baviera, en el estado de Baviera (Alemania), junto a la frontera con Austria, a una elevación de 426 metros, tiene un área de 0.84 km².